# Mato Castelhano
Mato Castelhano es un municipio brasileño del estado de Rio Grande do Sul.

## Historia
Durante la revolución farroupilha, hubo enfrentamientos entre las fuerzas revolucionarias e imperiales en este municipio. La región fue escenario de combates entre Chancho Pereira y Gomercindo Saraiva durante la Revolución Federalista, y en ciertos puntos de la antigua carretera se registraron marcadores de los enfrentamientos entre los Chimangos y los Maragatos.
Con el paso de los años, algunas familias de inmigrantes colonizadores comenzaron a establecerse en los alrededores de Mato Castelhano. A mediados de 1900, llegaron los inmigrantes italianos, los hermanos João, Carlos y Sílvio Manfroi, y el joven Severino Loss, de solo 17 años, para trabajar en la explotación de madera de araucaria y yerba mate, abundantes en la región. Más tarde, se establecieron aquí las familias Tussi, Loss, Amorose, Rosseto, Novello, Stieven, Grando y Saggiorato, provenientes de Antonio Prado y Garibaldi de Rio Grande do Sul. Paralelamente a la explotación de madera y la fertilidad del suelo, se desarrolló la agricultura de subsistencia, destacando el cultivo de arroz, maíz, frijoles y ganadería.
Luego llegaron más inmigrantes italianos de Garibaldi, incluido Jorge Manfroi, quien junto con sus hijos donó un área de tierra para la construcción de la primera escuela, fundada en 1923 con el nombre de Anita Garibaldi en honor a la tierra natal de los donantes.
Junto con los primeros inmigrantes italianos, trajeron consigo la imagen de San Roque, el querido santo que les brindaba fuerza, seguridad y protección en una época en la que la fe sustituía a la medicina y la seguridad pública. La primera pequeña iglesia se construyó en el mismo lugar donde hoy se encuentra la iglesia de São Roque de Mato Castelhano, en la sede del municipio, y lo convirtieron en el santo patrono del lugar.
Más tarde llegaron inmigrantes españoles, alemanes y de otras etnias, y con la extracción de madera de los bosques de pinos surgió la necesidad de reforestación. En 1947, el Instituto del Pino (antiguo IBDF) compró un área de tierra de 1340 hectáreas para este propósito, así como para crear una reserva ecológica, que hoy es el Bosque Nacional de Passo Fundo, Instituto Chico Mendes de Conservação.
Mato Castelhano era parte del municipio de Passo Fundo, como un distrito y una aldea, y los residentes decidieron formar una comisión para emancipar el municipio. Hubo grandes manifestaciones de apoyo por parte de la comunidad y el 10 de noviembre de 1991, los votantes acudieron a las urnas para votar en el referéndum que decidiría el futuro político de la comunidad. Como se esperaba, el 80 % de los votantes votaron a favor de la emancipación.
Después de muchos obstáculos y liderazgos en contra del proceso de emancipación, y tras muchas discusiones y debates, el 
El 31 de marzo de 1992 se publicó en el Diario Oficial del Estado la Ley Estatal n.º 9645, que creó el municipio de Mato Castelhano.
El municipio tiene aproximadamente 2470 habitantes y es principalmente agrícola, con la soja, el maíz, el trigo, los pastizales y la ganadería lechera y de carne como sus principales actividades.
Hoy en día, sigue siendo significativo el hecho de albergar un bosque nacional en esta área, así como la carretera BR 285 que atraviesa el municipio en toda su extensión, siendo un punto de conexión directa con el Mercosur y el resto del país. Además, es un importante divisor de aguas y fuente de nacimientos de cuencas hidrográficas de Rio Grande do Sul.

## Geografía
Se encuentra ubicado a una latitud de 28°16′42″ S y una longitud de 52°11′30″ O, estando a una altitud de 740 metros sobre el nivel del mar. Ocupa una superficie de 238,36 km².